# Lycoderes foliatus
Lycoderes foliatus är en insektsart som beskrevs av Albino Morimasa Sakakibara 1972. Lycoderes foliatus ingår i släktet Lycoderes och familjen hornstritar. Inga underarter finns listade i Catalogue of Life.